# Persone di nome Rob
| Questa pagina contiene informazioni ricavate automaticamente dalle voci biografiche con l'ausilio del template Bio e di un bot. L'aggiornamento è periodico e automatico e ricostruisce completamente la pagina. Se manca una persona in questa lista, sei pregato di non aggiungerla, ma accertati piuttosto che la sua voce biografica contenga il template Bio e che i dati anagrafici siano correttamente compilati. Se il template Bio manca, inseriscilo tu stesso o, in alternativa, metti l'avviso {{tmp\|Bio}} che ne segnala la mancanza. Se i dati riportati sono sbagliati, correggi direttamente la voce biografica; le modifiche saranno visibili in questa lista entro pochi giorni. Per chiarimenti vedi il progetto antroponimi. La lista contiene solo le 80 persone che sono citate nell'enciclopedia e per le quali è stato implementato correttamente il template Bio. Pagina aggiornata al 22 giu 2025. |

Questa è una lista di persone presenti nell'enciclopedia che hanno il nome Rob, suddivise per attività principale.

## Allenatori di calcio(5)
- Rob Alflen, allenatore di calcio e ex calciatore olandese (Utrecht, n. 1968)
- Rob Baan, allenatore di calcio olandese (Rotterdam, n. 1943)
- Rob van Dijk, allenatore di calcio e ex calciatore olandese (Voorhout, n. 1969)
- Rob Kelly, allenatore di calcio e ex calciatore inglese (Birmingham, n. 1964)
- Robert Newman, allenatore di calcio e ex calciatore inglese (Bradford on Avon, n. 1968)

## Astrologi(1)
- Rob Brezsny, astrologo, scrittore e poeta statunitense

## Attivisti(1)
- Rob Hopkins, attivista e scrittore inglese (n. 1968)

## Attori(15)
- Rob Brown, attore e personaggio televisivo statunitense (New York, n. 1984)
- Rob Brydon, attore britannico (Swansea, n. 1965)
- Rob Campbell, attore statunitense
- Rob Colletti, attore statunitense
- Rob Edwards, attore britannico (Worcester, n. 1949)
- Rob Heaps, attore britannico (Claro, n. 1984)
- Rob Huebel, attore, comico e sceneggiatore statunitense (Alexandria, n. 1969)
- Rob LaBelle, attore statunitense (Minneapolis, n. 1962)
- Rob Mayes, attore, cantante e modello statunitense (Cleveland, n. 1984)
- Rob McClure, attore e cantante statunitense (New Milford, n. 1982)
- Rob McElhenney, attore, regista e produttore cinematografico statunitense (Filadelfia, n. 1977)
- Rob Morgan, attore statunitense (New Bern, n. 1973)
- Rob Morrow, attore e regista statunitense (New Rochelle, n. 1962)
- Rob Stewart, attore canadese (Toronto, n. 1961)
- Rob Wiethoff, attore e doppiatore statunitense (Seymour, n. 1976)

## Autori di giochi(1)
- Rob Heinsoo, autore di giochi statunitense (n. 1964)

## Autori di videogiochi(1)
- Rob Pardo, autore di videogiochi e imprenditore statunitense (Irvine, n. 1970)

## Bassisti(3)
- Rob De Luca, bassista e compositore statunitense
- Rob Nicholson, bassista statunitense (Los Angeles, n. 1969)
- Rob van der Loo, bassista e compositore olandese (Venlo, n. 1979)

## Batteristi(1)
- Rob Affuso, batterista statunitense (New York, n. 1963)

## Calciatori(9)
- Rob Hulse, ex calciatore inglese (Crewe, n. 1979)
- Rob Nizet, calciatore belga (Banjul, n. 2002)
- Rob Paris, ex calciatore anguillano (Bracknell, n. 1978)
- Rob Penders, ex calciatore olandese (Zaandam, n. 1975)
- Rob Rensenbrink, calciatore olandese (Amsterdam, n. 1947 - Amsterdam, † 2020)
- Rob Schoofs, calciatore belga (Herk-de-Stad, n. 1994)
- Rob Wielaert, ex calciatore olandese (Emmeloord, n. 1978)
- Rob de Wit, ex calciatore olandese (Utrecht, n. 1963)
- Rob Witschge, ex calciatore olandese (Amsterdam, n. 1966)

## Canottieri(1)
- Rob Waddell, canottiere neozelandese (Te Kuiti, n. 1975)

## Cantanti(3)
- Rob Dukes, cantante statunitense (Florida, n. 1968)
- Rob Pilatus, cantante, ballerino e modello tedesco (Monaco di Baviera, n. 1965 - Francoforte sul Meno, † 1998)
- Rob Rock, cantante statunitense (Orlando, n. 1959)

## Cestisti(2)
- Rob Edwards, cestista statunitense (Detroit, n. 1997)
- Rob van Essen, ex cestista olandese (n. 1956)

## Chitarristi(2)
- Rob Barrett, chitarrista statunitense (Buffalo, n. 1969)
- Rob Dickinson, chitarrista e cantante britannico (n. 1965)

## Ciclisti su strada(2)
- Rob Ruijgh, ex ciclista su strada olandese (Heerlen, n. 1986)
- Roy Schuiten, ciclista su strada, pistard e dirigente sportivo olandese (Zandvoort, n. 1950 - Carvoeiro, † 2006)

## Ciclocrossisti(1)
- Rob Peeters, ex ciclocrossista e ex ciclista su strada belga (Geel, n. 1985)

## Comici(1)
- Rob Delaney, comico, attore e scrittore statunitense (Boston, n. 1977)

## Compositori(2)
- Rob Hubbard, compositore britannico (Kingston upon Hull, n. 1955)
- Rob Lane, compositore inglese (Londra, n. 1965)

## Conduttori televisivi(1)
- Rob Kelvin, conduttore televisivo e giornalista australiano (Adelaide, n. 1944)

## Direttori artistici(1)
- Rob Sheridan, direttore artistico, grafico e fotografo statunitense (n. 1979)

## Dirigenti d'azienda(1)
- Rob Gretton, manager britannico (Wythenshawe, n. 1953 - † 1999)

## Disc jockey(1)
- Rob Mayth, disc jockey e produttore discografico tedesco (Hagen, n. 1984)

## Fotografi(1)
- Rob Stewart, fotografo, regista e produttore cinematografico canadese (Toronto, n. 1979 - Islamorada, † 2017)

## Giocatori di football americano(2)
- Rob Havenstein, giocatore di football americano statunitense (Mount Airy, n. 1992)
- Rob Johnson, ex giocatore di football americano statunitense (Newport Beach, n. 1973)

## Giocatori di freccette(1)
- Rob Cross, giocatore di freccette inglese (Pembury, n. 1990)

## Giocatori di poker(1)
- Rob Hollink, giocatore di poker olandese (Enschede, n. 1962)

## Hockeisti su ghiaccio(1)
- Rob Niedermayer, ex hockeista su ghiaccio canadese (Cassiar, n. 1974)

## Informatici(1)
- Rob Savoye, programmatore statunitense

## Ingegneri(1)
- Rob Marshall, ingegnere britannico (Taunton, n. 1968)

## Militari(1)
- Rob Furlong, militare canadese (Terranova e Labrador, n. 1976)

## Musicisti(3)
- Rob Harper, musicista britannico
- Rob Holliday, musicista britannico (Birmingham, n. 1979)
- Rob Younger, musicista, cantante e produttore discografico australiano

## Nuotatori(1)
- Rob Muffels, nuotatore tedesco (Elmshorn, n. 1994)

## Piloti motociclistici(2)
- Rob Bron, pilota motociclistico olandese (Amsterdam, n. 1945 - † 2009)
- Rob Hartog, pilota motociclistico olandese (Abbekerk, n. 1992)

## Pittori(1)
- Rob Gonsalves, pittore canadese (Toronto, n. 1959 - † 2017)

## Politici(2)
- Rob Ford, politico e avvocato canadese (Etobicoke, n. 1969 - Toronto, † 2016)
- Rob Jetten, politico olandese (Veghel, n. 1987)

## Rapper(2)
- Rob Aston, rapper statunitense (n. 1978)
- Fresh I.E., rapper canadese (Winnipeg, n. 1973)

## Registi(2)
- Rob S. Bowman, regista e produttore televisivo statunitense (Wichita Falls, n. 1960)
- Rob Marshall, regista e coreografo statunitense (Madison, n. 1960)

## Registi teatrali(1)
- Rob Ashford, regista teatrale e coreografo statunitense (Orlando, n. 1959)

## Tastieristi(1)
- Rob Fisher, tastierista e cantautore britannico (Cheltenham, n. 1956 - † 1999)

## Truccatori(1)
- Rob Bottin, truccatore e effettista statunitense (Los Angeles, n. 1959)